# Вермунд, Пернилле
Анн Пернилле Вермунд Твид (дат. Ann Pernille Vermund Tvede, род. 3 декабря 1975, Копенгаген) — датский архитектор и политический деятель. Одна из основательниц и бывший лидер партии «Новые правые» (2015—2024). Депутат фолькетинга с 5 июня 2019 года.

## Биография
Родилась 3 декабря 1975 года в Копенгагене, дочь стюарда Пера Рене Эсперсена (Per René Espersen) и стюардессы Биргитте Вермунд Эсперсен (Birgitte Vermund Espersen).
В 1991—1994 годах училась в математическом классе гимназии в Хельсингёре. В 2001 году окончила Школу архитектуры Датской королевской академии изящных искусств в Копенгагене. В 2004—2005 годах прошла курс в колледже Нильса Брока в Копенгагене.
В 1989—2001 годах работала на различных вакансиях для неквалифицированных работников и студентов в Копенгагене, Хёрсхольме, Хельсингёре, Хорнбеке и Лёккене. В 2001—2006 годах работала архитектором в компании White Arkitekter. В 2006 создала с мужем Джонни Гиром (Johnny Gere) архитектурное бюро Vermund Gere Arkitekter MAA, которым руководила в течение 14 лет. В 2020 году закрыла компанию.
Была членом Консервативной народной партии. В 2009—2011 годах представляла партию в муниципальном совете Хельсингёр. Затем временно ушла из политики после развода. Участвовала как кандидат в парламентских выборах 2015 года. В октябре 2015 года вместе с бывшим коллегой по партии Петером Сайером Кристенсеном основала партию Новые правые. Партия Новые правые выступает за ужесточение миграционной политики, выход из Европейского союза и части международных соглашений, снижение налогов и сокращение социальных льгот и гарантий. Партия Новые правые впервые попала в парламент Дании (фолькетинг) по результатам выборов 2019 года, на которых получила 4 из 179 мандатов. 5 июня Пернилле Вермунд стала депутатом фолькетинга. В конце 2020 года партия Новые правые оплатила публикации в датской ежедневной газете Berlingske и датской еженедельной газете Weekendavisen объявлений с карикатурами на исламского пророка Мухаммеда. Деньги (67 тысяч евро) были собраны с помощью краудфандинга.
По результатам выборов 2022 года получила 15 375 голосов в округе Южная Ютландия, больше, чем другие кандидаты.
В январе 2023 года Пернилле Вермунд объявила об уходе с поста лидера партии. 7 февраля Ларс Бойе Матисен избран единогласно новым лидером на безальтернативных выборах. 9 марта Ларс Бойе Матисен был исключён из партии из-за споров относительно своей зарплаты и финансирования избирательной кампании. На ежегодном собрании 28 октября Пернилле Вермунд была избрана лидером партии. 10 января 2024 года партия объявила о самороспуске.

## Личная жизнь
Была замужем за архитектором Джонни Гиром (Johnny Gere). Родила трёх сыновей.
11 мая 2019 года вышла замуж за писателя Ларса Твида (род. 1957), чья книга «Психология финансов» в 2002 году была издана в русском переводе. Вермунд развелась с Твидом в 2021 году. С февраля 2022 года у неё отношения с бывшим директором Датского футбольного союза Клаусом Бреттон-Мейером.